# Scincella forbesora
Espèce
Synonymes
- Leiolopisma forbesorum Taylor, 1937
- Scincella gemmingeri forbesorum (Taylor, 1937)

Scincella forbesora est une espèce de sauriens de la famille des Scincidae.

## Répartition
Cette espèce est endémique de l'Hidalgo au Mexique.

## Étymologie
Cette espèce est nommée en l'honneur de Dyfrig McHattie Forbes et son épouse Leora T. Hughes.

## Publication originale
- Taylor, 1937 : Two new lizards of the genus Leiolopisma from Mexico, with comments on another Mexican species. Copeia, vol. 1937, no 1, p. 5-11.